# Cathédrale Saint-Michel-Archange de Sotchi
La cathédrale Saint-Michel-Archange, ou plutôt le sobor (Собор Михаила Архангела) car elle n'est pas le siège d'un évêque, est une église orthodoxe située dans le sud de la Russie, à Sotchi, au bord de la mer Noire. Elle dépend de l'éparchie (ou évêché chez les orthodoxes slaves) de Krasnodar et du Kouban du Patriarcat de Moscou. Cette église est également à la tête du doyenné (blagotchinié en russe) de Sotchi qui regroupe trente paroisses dont quatre en Arménie.

## Historique

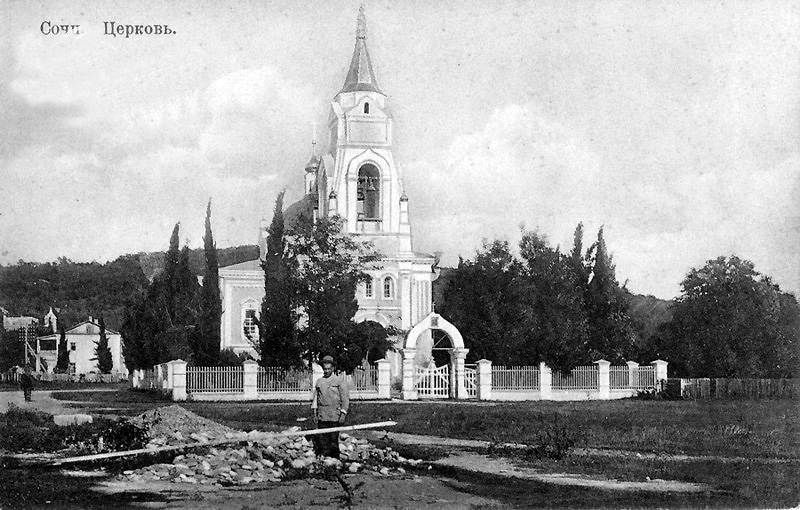
Vue au début du XXe siècle

Du temps de l'Empire russe, c'est la première église à être construite dans l'okroug de la Mer Noire. Elle est édifiée en souvenir des soldats morts pendant la guerre du Caucase qui s'est terminée en 1864, en partie grâce aux fonds du grand duc Michel Nikolaïevitch. Le général Pilenko, gouverneur de l'okroug, joue un grand rôle dans la mise en œuvre de la construction qui se tient au poste Dakhovski (nom du fortin à l'origine de la ville de Sotchi). Elle est financée uniquement sur fonds privés (dont ceux du grand propriétaire terrien local N. N. Mamontov). Les plans sont dessinés par l'architecte Kaminski et la construction est effectuée par l'ingénieur Verechtchaguine. L'église est consacrée le 26 mai 1874. Quatre ans plus tard les murs sont reconstruits en pierre et une charpente métallique vient la renforcer, mais cela ne suffit pas à empêcher le tassement de l'église, si bien qu'il faut en construire une autre avant qu'elle ne s'écroule dans la vallée. Parmi les donateurs figurent Savva Mamontov et le comte Soumarokov-Elston.
La nouvelle église est terminée le 25 octobre 1890 et solennellement consacrée le 24 septembre 1891. Elle sert d'église paroissiale. Bientôt sont construites une école paroissiale et un centre paroissial, tandis qu'un terrain agricole lui est adjoint pour lui fournir les ressources alimentaires nécessaires. Une chapelle est aussi construite un peu plus loin.
En 1929, les campagnes d'athéisme du régime officiel (installé dans la région en avril 1920) se font de plus en plus intenses. Des regroupements de citoyens sont fermement « conseillés » à demander la fermeture de l'église. Mais elle ne ferme qu'en 1931. Elle est transformée en entrepôt jusqu'à l'aube des années 1940 et la Grande Guerre patriotique. La communauté paroissiale retrouve le droit de l'ouvrir en 1944, à une époque où Staline avait reconnu la participation des orthodoxes à la guerre et leur lourd tribut payé. Elle ne ferme pas sous la période Khrouchtchev alors qu'a lieu un retour de l'offensive athée du régime. L'église est restaurée plusieurs fois. Elle est inscrite au patrimoine en 1981. C'est en 1992-1994 qu'a lieu sa restauration complète par l'architecte de Sotchi, Afouxenidi. C'est aujourd'hui l'église principale de toute la ville-arrondissement de Sotchi.

## Situation actuelle
Récemment une école paroissiale lui est adjointe, ainsi qu'un nouveau bâtiment consacré à Notre-Dame d'Ivérie (en décembre 1995).
L'église mesure 25,6 mètres de longueur, 17,1 mètres de largeur, pour une hauteur de 34,1 mètres, ce qui inclut la flèche et la croix.

## Source
- (ru) Cet article est partiellement ou en totalité issu de l’article de Wikipédia en russe intitulé « Собор Михаила Архангела (Сочи) » (voir la liste des auteurs).